# Ломма (комуна)
Комуна Ломма (швед. Lomma kommun) — адміністративно-територіальна одиниця місцевого самоврядування, що розташована в лені Сконе у південній Швеції.
Ломма 282-а за величиною території комуна Швеції. Адміністративний центр комуни — місто Ломма.

## Населення
Населення становить 22 219 чоловік (станом на вересень 2012 року). 
| Кількість населення комуни Ломма за 1810-2010 роки | Кількість населення комуни Ломма за 1810-2010 роки | Кількість населення комуни Ломма за 1810-2010 роки | Кількість населення комуни Ломма за 1810-2010 роки | Кількість населення комуни Ломма за 1810-2010 роки |
| -------------------------------------------------- | -------------------------------------------------- | -------------------------------------------------- | -------------------------------------------------- | -------------------------------------------------- |
| Рік                                                |                                                    |                                                    | Населення                                          |                                                    |
| 1810                                               | 1810                                               |                                                    | 2 059                                              | 2 059                                              |
| 1850                                               | 1850                                               |                                                    | 3 071                                              | 3 071                                              |
| 1900                                               | 1900                                               |                                                    | 5 939                                              | 5 939                                              |
| 1950                                               | 1950                                               |                                                    | 6 351                                              | 6 351                                              |
| 1970                                               | 1970                                               |                                                    | 12 308                                             | 12 308                                             |
| 1980                                               | 1980                                               |                                                    | 16 607                                             | 16 607                                             |
| 1990                                               | 1990                                               |                                                    | 17 220                                             | 17 220                                             |
| 2000                                               | 2000                                               |                                                    | 18 044                                             | 18 044                                             |
| 2010                                               | 2010                                               |                                                    | 21 559                                             | 21 559                                             |
| Джерело: SCB                                       |                                                    |                                                    |                                                    |                                                    |

## Населені пункти
Комуні підпорядковано 3 міські поселення (tätort) та низка сільських, більші з яких:
- Ломма (Lomma)
- Б'єрред (Bjärred)
- Фледіє (Flädie)
- Ф'єліє (Fjelie)
- Альнарп (Alnarp)

## У художній літературі
У містечку Ломма розгортаються події детективної повісти Єжи Едігея «Пансіонат на Страндвеґен» (1969) .

## Галерея

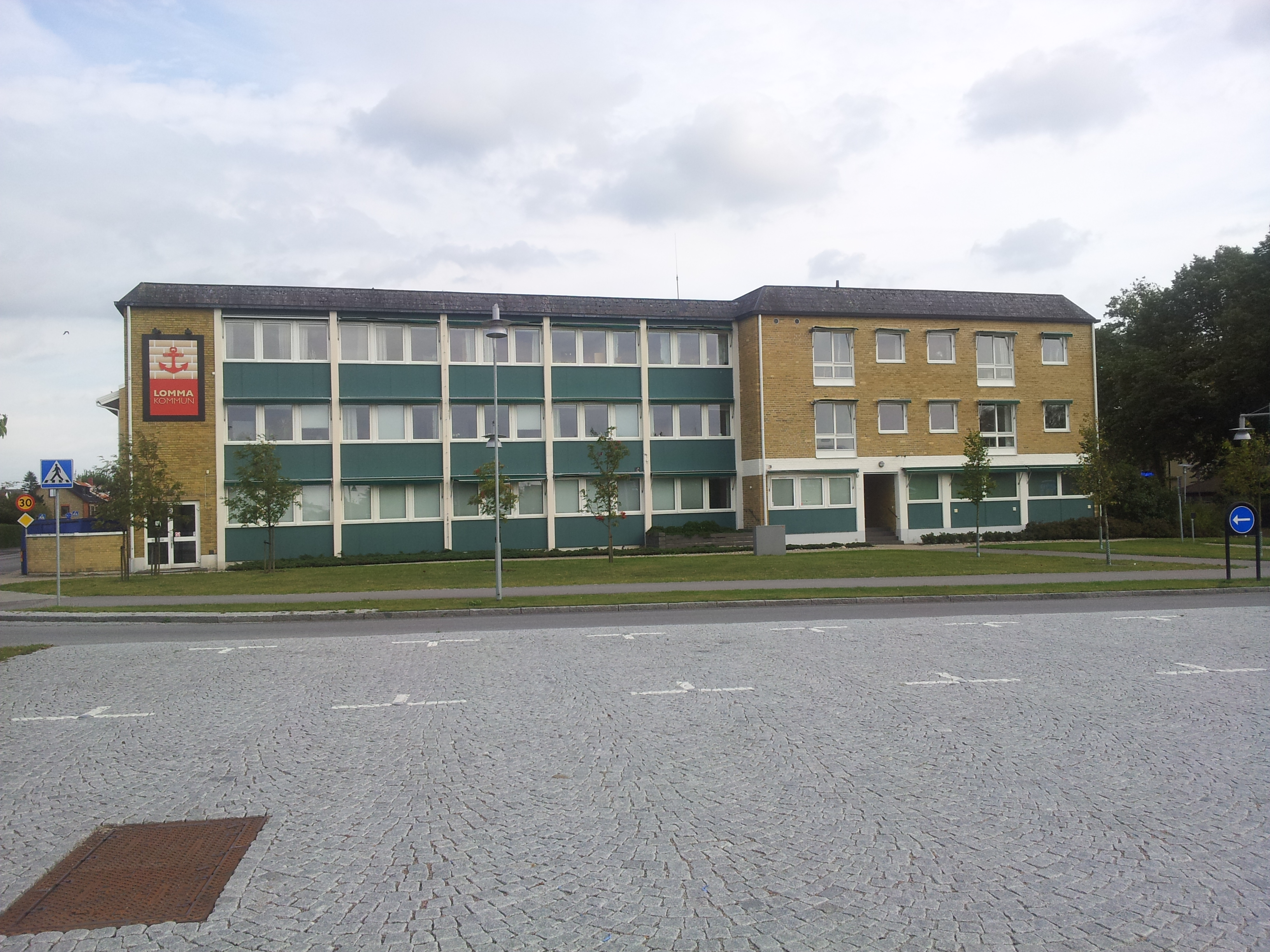
Управа комуни (Ломма)
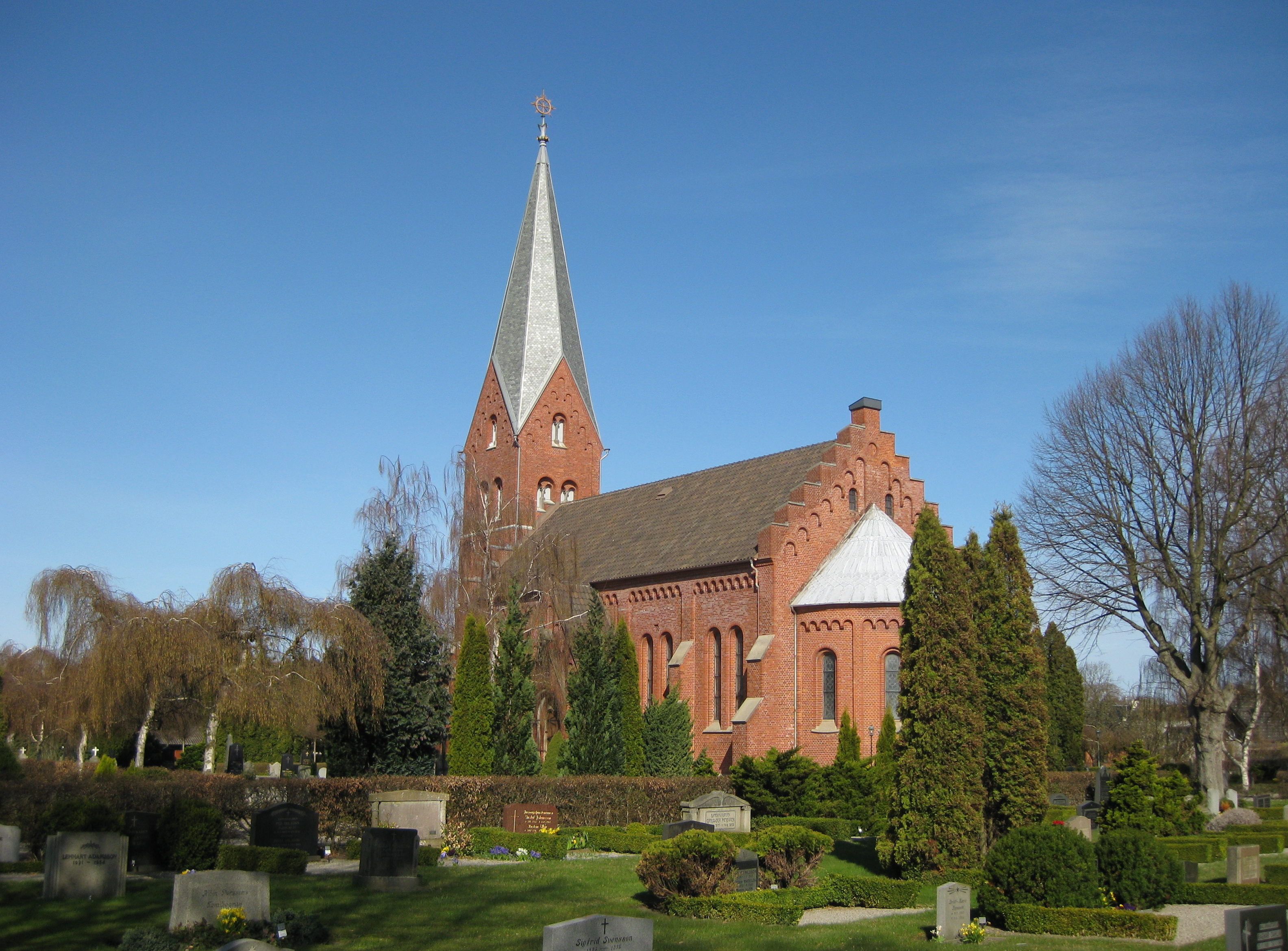
Церква (Фледіє)
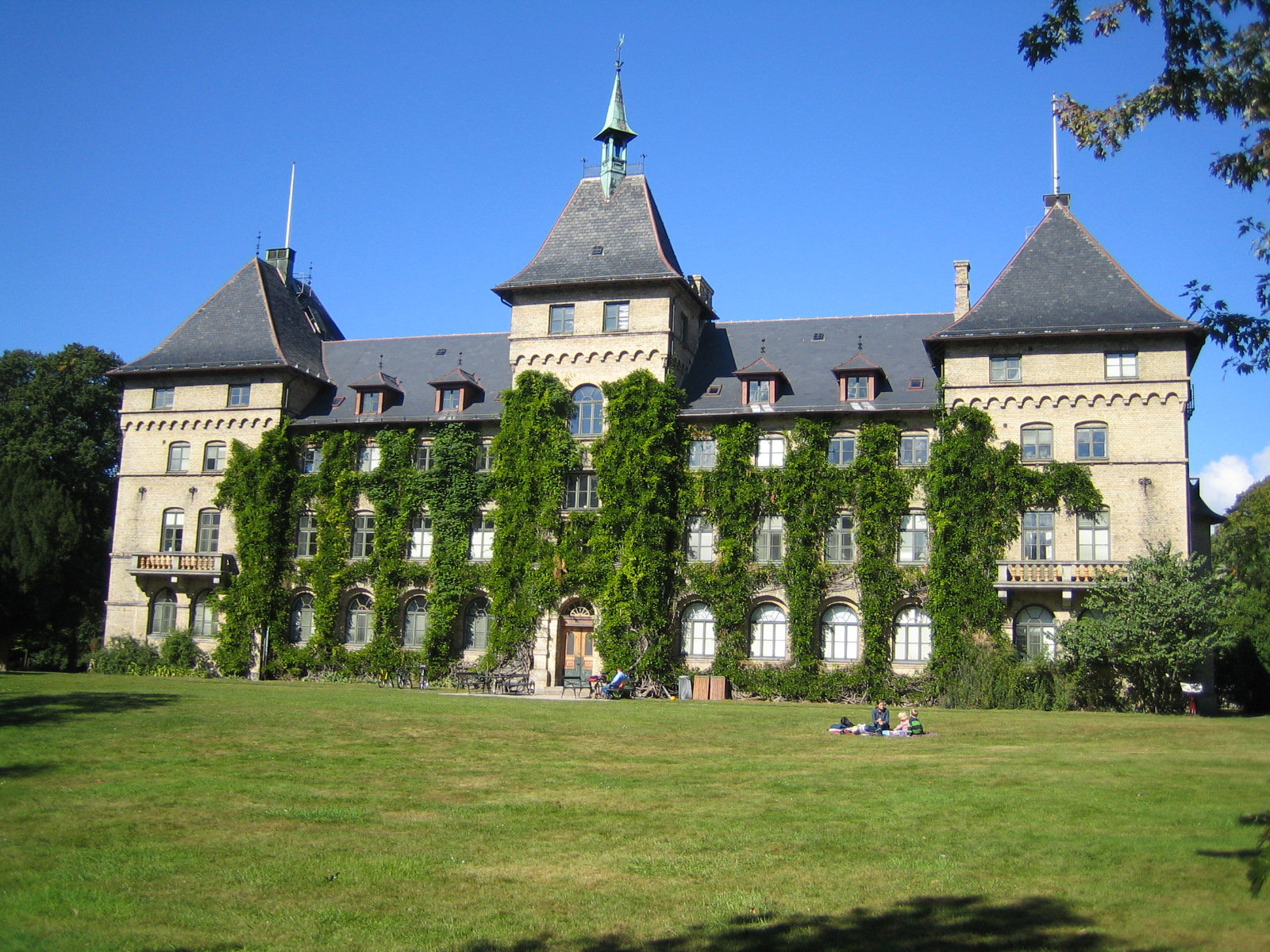
Замок Альнарп
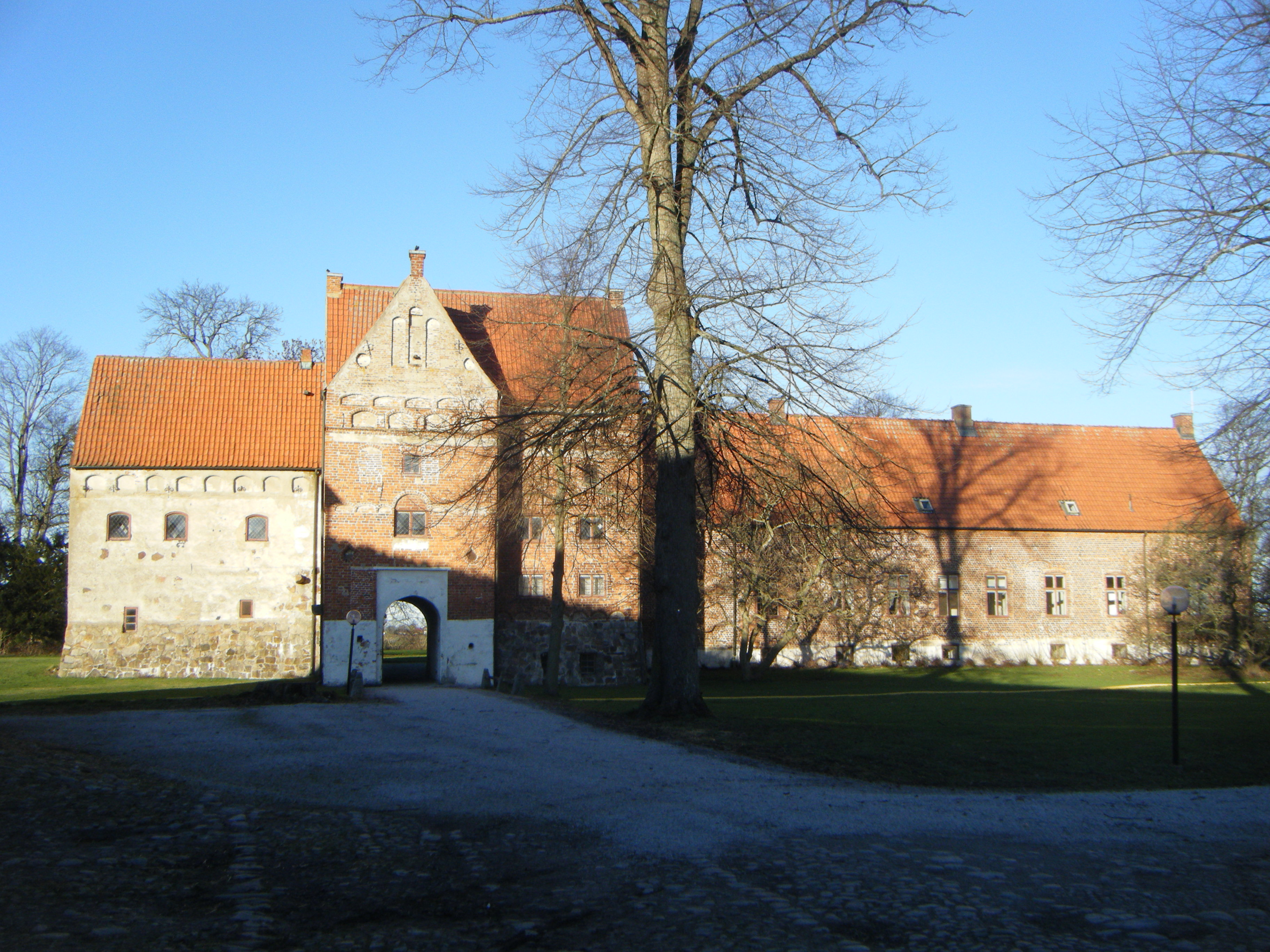
Замок Борґебю

## Виноски
1. ↑  Folkmangd i riket, lan och kommuner (шв.) . Центральне бюро статистики Швеції. Архів оригіналу за 20 серпня 2013. Процитовано 20 лютого 2013.
2. ↑  Jerzy Edigey. Pensjonat na Strandvägen. E-book